# Herencia de Timbiquí
Herencia de Timbiquí es un grupo de folk colombiano fundado en 2000 en Cali, Colombia. El grupo es una formación de 11 músicos colombianos, 5 de ellos oriundos de la región de Timbiquí, Cauca, Colombia, que fusiona el sonido de la marimba de Chonta, los cununos y el bombo folclórico, junto al resto de una orquesta y cantantes.

## Historia
Herencia de Timbiquí se inició en el año 2000 y está conformado por músicos afrodescendientes, quienes se han dado a la tarea de retomar el conocimiento musical empírico del Pacífico colombiano y fusionarlo con elementos de la música urbana contemporánea, para así producir una sonoridad  centrada en la raíz negra del litoral pacífico colombiano. 
En sus inicios, el grupo interpretaba la música del Pacífico de manera autóctona con instrumentos tales como la Marimba, Bombo Golpeador, Bombo Arullador, Cununo Macho, Cununo Hembra, Tres Voces y la Guasa para la interpretación de géneros tradicionales colombianos (Currulao, Bunde, Juga, Arrullos, Abozaos, Bereju, Bambazu y Porro entre otros). 
Luego, ambicionando sus integrantes sonar de una manera más original, optaron por orquestar el conjunto básico típico, agregando instrumentos musicales convencionales de orquestas como el bajo, teclados, trompeta, saxo, guitarra eléctrica y batería.
En 2006 y con la formación completa, Herencia de Timbiquí logra realizar su primer trabajo musical “De Mangle a Mango y siguiendo el camino” del cual se destacaron temas como: “Caleño”, “Se te Acabó”, “Ni marido ni mujer” y “Pacífico” entre otros.
Su sueño de seguir llegando a otros espacios les despertó la inquietud de llevar la música del Pacífico a la más grande instancia. Es así como deciden tomar la idea del músico Gustavo Escobar, quien asumiera la dirección musical de la agrupación en ese entonces, de hacer música del Pacífico fusionada con rock, pop y funk; propuesta que requeriría incorporar la guitarra eléctrica, Rhodes, teclados Hammond y sintetizadores, además del minucioso trabajo que significaría madurar y darle forma a la idea. 
Esta transformación permitió que el grupo fuera más reconocido a nivel local y en muy importantes espacios nacionales donde nunca se le había abierto las puertas a la música del Pacífico. Hacia el año 2006, el grupo se hizo merecedor del premio como Mejor Agrupación Libre en el marco del X Festival de música del Pacífico “Petronio Álvarez”. 
De manera simultánea, para diciembre de 2007 Herencia fusionó temas navideños de su región con rock, lanzando al mercado su segundo álbum “Villancicos Negros” (2007). En 2010 la formación alcanzó visibilidad internacional tras viajar a Europa para debutar el Festival de Jazz de Montreux, Suiza donde por primera vez un grupo basado en la Marimba de Chonta se presentaba en tal escenario.
En 2011, el grupo presenta “Tambó”, álbum en el cual se plasma el resultado final de su propuesta con temas como "Te invito", "Y qué", "Coca por coco" y "La Sargento Matacho". Ese mismo año, al regresar de la participación en el festival estadounidense SXSW (en Austin, Texas), “Tambó” obtiene el premio Shock de la música como “Grabación del Año”. Este disco fue producido por Cristhian Salgado bajo el sello Bombo Records.
Durante 2013, Herencia de Timbiquí realizó presentaciones en Chile, Rusia, Zambia, Zimbabue y todo Colombia. En 2014 al regreso de una larga gira por los Emiratos Árabes Unidos, el grupo lanza su más reciente trabajo en estudio titulado "This is Gozar" bajo el sello Bombo Records, producido por Cristhian Salgado y contando también con la participación del productor inglés William Holland "Quantic" como invitado en dos canciones, además de invitados de lujo como Ebo Taylor, Wilson Viveros, Hector Coco Barez y otros. 
El 13 de agosto de ese año el grupo colaboró en el concierto de Carlos Vives titulado "Vives y sus amigos" de la gira "Mas Corazón Profundo Tour" en el Estadio El Campín de Bogotá en el cual cantaron La Tierra del Olvido.  
En el 2016 la canción Te invito fue incluida como tema del cabezote de la serie La Niña.
En 2019 lanzaron el single "Mi Primera Locura" junto a J Alvarez, el cual fue incluido en el álbum "La Fama que Camina Vol. 2" 

### Viña del Mar 2013
En febrero de 2013, Herencia de Timbiquí fue galardonado con la "Gaviota de Plata" en el Festival Internacional de la Canción de Viña del Mar como mejor interpretación folclórica.

### Tradición familiar
Los integrantes fundadores de Herencia de Timbiquí recogen elementos musicales propios de los saberes de las familias Amu y Carabalí que han pasado de generación en generación.

## Músicos
- Wilian Angulo: Voz
- Begner Vásquez: Voz y compositor
- Etiel Alegría: Bombo
- Pablo Mancilla: Congas y cununos
- Enrique Riascos: Marimba de chonta
- Julio Mancilla: Batería
- Carlos Galvez: Teclados
- Julio Sánchez: Bajo
- Javier "NEWI" Rosero: Guitarra eléctrica, acústica y Tiple
- Álvaro Martinez: Saxo tenor y soprano
- Jhojan Olave: Coros  y percusión menor
- Omar Trujillo: Trompeta y dirección musical

```
    Ender Semprun    Manager
```

## Discografía
- De Mangle a Mango y siguiendo el camino (Independiente, 2006)
- Villancicos Negros (Independiente, 2007)
- Tambó (Bombo Records, 2011)
- This is Gozar! (Bombo Records, 2014)

## Premios y reconocimientos destacados
- 2006 Primer Puesto. Festival de Música del Pacífico Petronio Álvarez. Categoría Libre. Colombia.
- 2011 Grabación del Año. Premios SHOCK. Álbum TAMBÓ. Colombia.
- 2013 Gaviota de Plata. Festival Internacional de la Canción Viña del Mar. Mejor Intérprete folclórico. Chile.
- 2013 Condecoración Cruz Azul Simón Bolívar por el desempeño en la Cultural de Colombia. Cámara de Representantes. Senado de la Nación. República de Colombia.
- 2013 Grabación del Año. Premios SHOCK. Canción AMANECÉ. Colombia
- 2013 Afrocolombianos del Año. Periódico El Espectador
- 2014 Herencia de Timbiquí entre las 100 Empresas Más Exitosas de Colombia. Revista Semana.

### Premios Nuestra Tierra
| Año  | Trabajo nominado               | Categoría                     | Resultado |
| ---- | ------------------------------ | ----------------------------- | --------- |
| 2014 | Herencia de Timbiquí           | Agrupación Folclórica del Año | Ganador   |
| 2014 | Amanece                        | Canción Folclórica el Año     | Ganador   |
| 2020 | Sabras (feat. Charlie Cardona) | Canción tropical del Año      | Nominado  |